# Nécropole de Sutri

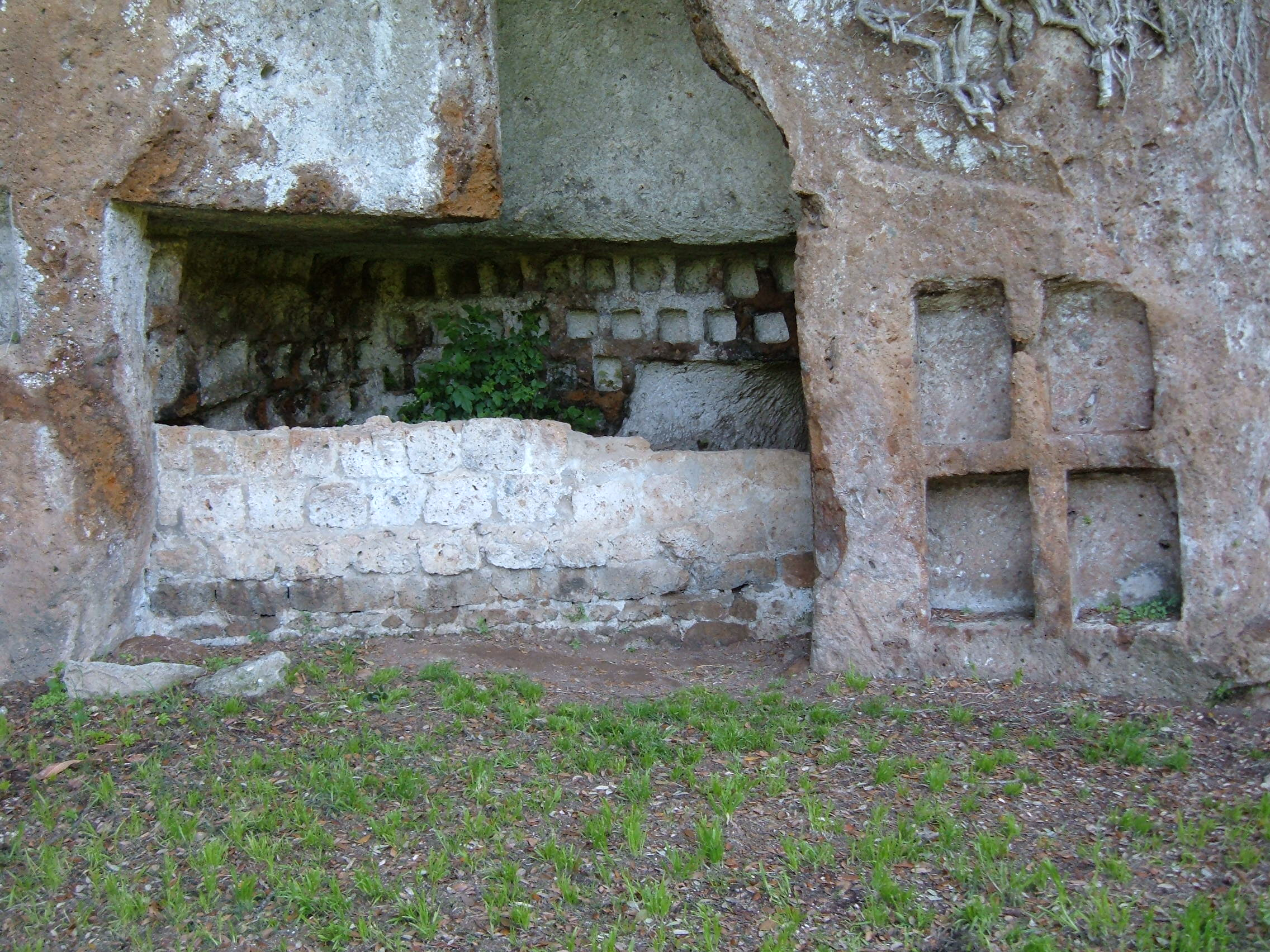
Tombe en columbarium

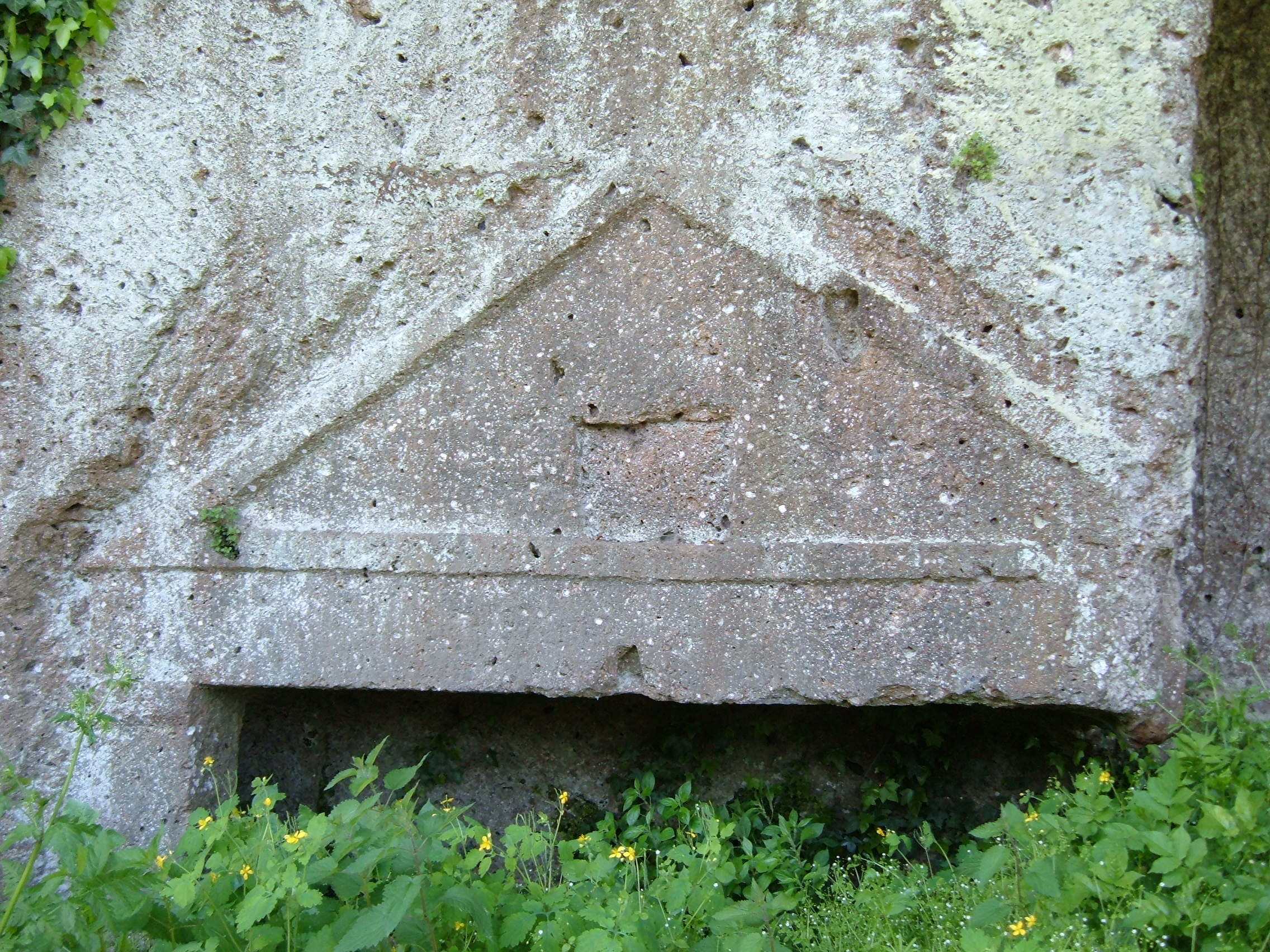
Chapiteau à même la paroi de tuf

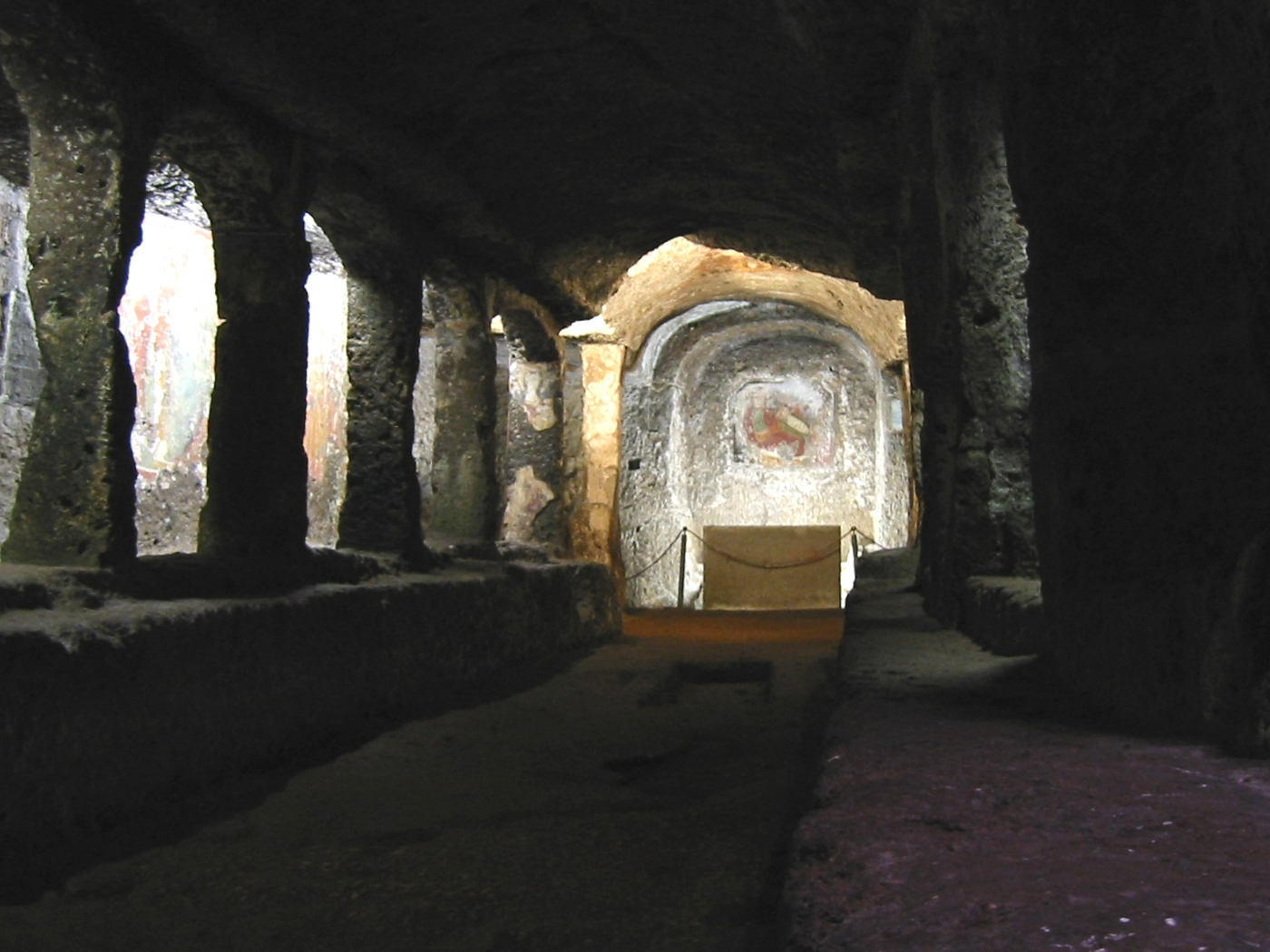
L'église creusée dans le tuf volcanique

La nécropole de Sutri est une nécropole étrusque qui rassemble les tombes de l'ancienne ville de Sutri, devenue Sutrium sous la Rome antique. Elle se trouve porte de l'Étrurie, proche de la via Cassia qui menait à Rome.

## Situation
La nécropole est incluse dans le Parco urbano dell'antichissima Città di Sutri, avec son amphithéâtre, son parcours naturaliste, ses divers édifices religieux.

## Description
Trois de ses nombreuses tombes étrusques, conjointes, creusées à même le tuf volcanique de la colline, sont devenues un mithraeum sous les Romains, puis transformées en l'église de la Madonna del Parto. Celle-ci comporte encore des fresques du XIVe siècle.